# Мамонтов, Александр Григорьевич
Александр Григорьевич Мамонтов (13 сентября 1936,  Тамбовская область — 27 октября 2014, Волгоград) — советский и российский художник-монументалист, член Союза художников СССР, Заслуженный художник Российской Федерации, автор ряда монументально-декоративных работ в городах Волгоград и Волжский.

## Биография
Родился в 1936 году. В 1963 году окончил Пензенское художественное училище, в 1968 году — Московское высшее художественно-промышленное училище (сейчас Российский государственный художественно-промышленный университет имени С. Г. Строганова) по специальности монументально-декоративная живопись. 
По окончании училища уехал работать в город Волгоград, где все время прожил в Красноармейском районе, недалеко от своей мастерской. Многие работы Александра связаны с районом где он жил: оформление ресторана Дон, детско-юношеского центра, дворца бракосочетаний, библиотеки, аптеки. 
Член Союза художников СССР с 1971 года. В 2003 году за заслуги в области искусства было присвоено почетное звание Заслуженный художник Российской Федерации.
С 1971 по 1999 год возглавлял художественный Совет Волгоградского творческо-производственного комбината Художественного Фонда РФ. 

## Творческая работа
Александр Мамонтов занимался монументально-декоративным искусством (настенная роспись, монументально-декоративный рельеф, смальтовая мозаика, сграффито, декоративная скульптура) и станковой живописью. 
Александр много работал над тем как должны сочетаться друг с другом разные виды искусства. Он пытался найти наилучшие варианты совместимости своих произведений с архитектурными объектами. При работе над интерьером вестибюля института «Волгограднефтегеофизика», проблема высокого зала была решена с помощью размещения рельефного фриза (горизонтальной скульптурной полосы) посередине высоты помещения. Так же виртуозно были решены и торжественная атмосфера Красноармейского дворца бракосочетаний, и интерьеров аптеки на бульваре Энгельса. 
В последние годы жизни, когда финансирование монументального искусства существенно уменьшилось, Александр работал в основном в области станковой живописи.

## Конференц-зал геофизического треста «Волгограднефтегеофизика»
Одной из значимых работ Александра Мамонтова был Конференц-зал геофизического треста «Волгограднефтегеофизика». Зал практически целиком оформлен гипсовым рельефом и смальтовой мозаикой. Синие, голубые, зеленые, и белые полосы и извилистые линии понимаются как выражение волн и полей материи. Рельефный фриз в середине высоты зала выполнен как несколько переходящих друг в друга сегментов разной тематики. Темы рельефов фриза пронизаны научной темой: угадываются и осциллограмма, и приборная панель, и силовые линии, и атомное ядро, обнимаемое лентами-ладонями. Зал оформлен строго и торжественно, что проявляется и в ограниченности цветовой гаммы и в геометризации пространства.
При ремонте конференц-зала мозаика была уничтожена, остался лишь гипсовый рельеф.

## Семья
Жена Мамонтова Ираида Михайловна, дочь Галина.

## Основные работы
- Панно «Искусство» в интерьере Дома культуры Металлургического завода «Красный Октябрь» (в настоящее время в здании располагается Волгоградский государственный театр «Царицынская опера»), город Волгоград, 1984[2]
- Декоративный рельеф в интерьере ресторана «Дон», город Волгоград, 1986 (в соавторстве с В.Пахотой)[2]
- Интерьеры дворца бракосочетаний Красноармейского района, город Волгоград, 1989[1][3]
- Рельефы в аптеке № 1 на Бульваре Энгельса Красноармейского района, город Волгоград, 1989[1][3]
- Интерьеры Волгоградской областной библиотеки имени Горького, город Волгоград[1]
- Интерьер вестибюля института «Волгограднефтегеофизика», город Волгоград, 1976 (частично уничтожен)[1][3][5]
- Интерьеры детско-юношеского центра Красноармейского района, город Волгоград[1]
- Многофигурная композиция «Годы, равные векам» в кинотеатре «Спутник», город Волжский[1]
- Горельеф в Доме культуры рыбаков, город Гурьев (Атырау), 1980[1]
- Интерьер столовой «Нефтехимавтоматика», город Волгоград[1]
- Керамическая мозаика «Четыре времени года» ДК «Металлург», город Волгоград[1]